# Форт-Уэйн
Форт-Уэ́йн (англ. Fort Wayne) — второй по величине город на северо-востоке штата Индиана и административный центр округа Аллен в США.
Согласно результатам переписи населения США, проведённой в 2020 году, число жителей города составляло 263 886 человек.

## История
Форт-Уэйн возник в 1794 году на месте поселения Кекионга, традиционной столицы индейцев майами. Форт построен армией США в числе других фортов и назван в честь генерала Энтони Уэйна.

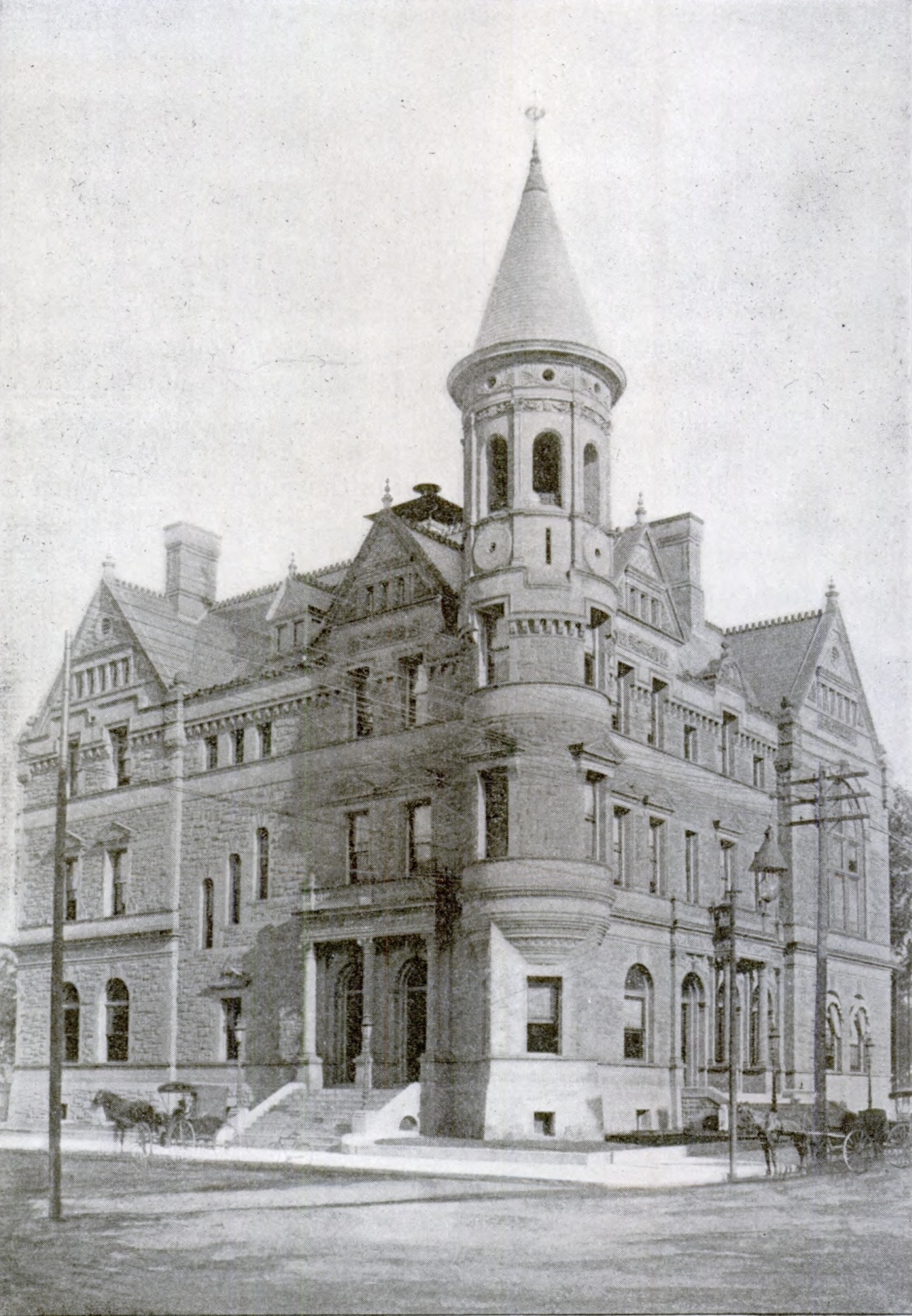
Здание суда и отделение Почтовой службы США в Форт-Уэйне (1901 год)

В 1809 году в нём подписан договор между США и индейцами, согласно которому индейцы уступили три миллиона акров своей земли правительству Соединённых Штатов Америки.
В 1832 году началось строительство канала, соединившего озеро Эри и реку Уобаш. Чтобы привлечь на эти работы эмигрантов из Германии и Ирландии, земельные участки продавались по очень низкой цене. Но этот проект привлёк в Форт-Уэйн не только необходимую рабочую силу, но и привёл к стычкам на религиозной почве между ирландскими католиками и лютеранами-немцами. Несмотря на это, в 1843 году канал был открыт.
Четырежды (1983, 1998, 2009 и 2021) город был награждён премией «All-America City Award» (с англ. — «Всеамериканский город») присуждаемой Национальной гражданской лигой, которую неофициально называют «Нобелевской премией за конструктивное гражданство» и которая выдается за активную гражданскую позицию жителей некорпоративных сообществ Соединённых Штатов в жизни местного самоуправления.

## География
Город расположен в месте слияния рек Сент-Джозеф и Сент-Мэрис, где они образуют реку Моми. К востоку от Форт-Уэйна находится город Нью-Хейвен.
| Показатель                                                                | Янв.  | Фев.  | Март  | Апр.  | Май   | Июнь  | Июль  | Авг.  | Сен.  | Окт.  | Нояб. | Дек.  | Год  |
| ------------------------------------------------------------------------- | ----- | ----- | ----- | ----- | ----- | ----- | ----- | ----- | ----- | ----- | ----- | ----- | ---- |
| Абсолютный максимум, °C                                                   | 21    | 23    | 31    | 32    | 36    | 41    | 41    | 39    | 38    | 33    | 26    | 22    | 41   |
| Средний суточный максимум, °C                                             | 0,3   | 2,5   | 8,8   | 16,1  | 22,3  | 27,2  | 28,9  | 27,8  | 24,5  | 17,6  | 9,7   | 3,1   | 15,7 |
| Средняя температура, °C                                                   | −3,6  | −1,8  | 3,7   | 10,1  | 16,3  | 21,5  | 23,2  | 22,0  | 18,2  | 11,8  | 5,1   | −0,6  | 10,5 |
| Средний суточный минимум, °C                                              | −7,6  | −6,1  | −1,4  | 4,1   | 10,2  | 15,7  | 17,5  | 16,2  | 11,9  | 6,0   | 0,4   | −4,3  | 5,2  |
| Абсолютный минимум, °C                                                    | −31   | −28   | −23   | −14   | −5    | 2     | 3     | 3     | −2    | −7    | −18   | −28   | −31  |
| Среднее число солнечных часов в месяц                                     | 148,5 | 158,5 | 206,3 | 251,4 | 311,9 | 340,0 | 347,0 | 318,2 | 258,1 | 207,6 | 124,2 | 108,2 | 2780 |
| Среднее число дней с осадками                                             | 13    | 11    | 12    | 13    | 14    | 12    | 10    | 9     | 8     | 10    | 11    | 12    | 135  |
| Норма осадков, мм                                                         | 65    | 52    | 71    | 95    | 116   | 114   | 103   | 97    | 77    | 75    | 75    | 63    | 1003 |
| Источник: Национальное управление океанических и атмосферных исследований |       |       |       |       |       |       |       |       |       |       |       |       |      |

## Экономика и промышленность
Основными отраслями экономики являются оборонная промышленность, здравоохранение и страхование.

## Достопримечательности и культура
- Фестиваль трёх рек — главный фестиваль северо-восточной Индианы, собирает ежегодно около 400000 зрителей, продолжается девять дней в середине июля. Включает в себя более 200 мероприятий, парад, разнообразные соревнования и конкурсы.
- Праздник жареных рёбрышек — 4-дневный праздник в середине июня в Хэдвотерс-Парк, посвящённый барбекю.
- Праздник Германии — 8-дневный праздник самой большой этнической группы города, проводится в первую неделю июня в Хэдвотерс-Парк.
- Праздник Греции — 4-дневный праздник, проводится в конце июня в Хэдвотерс-Парк
- национальный фестиваль футбола
- Центр музыки имени Джона и Рут Райнегарт
- Центр кино
- Музей корветов — имеет в своей коллекции более 50-ти отреставрированных корветов
- Музей пожарного дела
- Музей естественной истории с большим собранием фауны
- Афроамериканский исторический музей — среди прочего, посвящён истории рабства
- Музей искусств
- Музей авиации
- Зоопарк Форт-Уэйн

## Образование

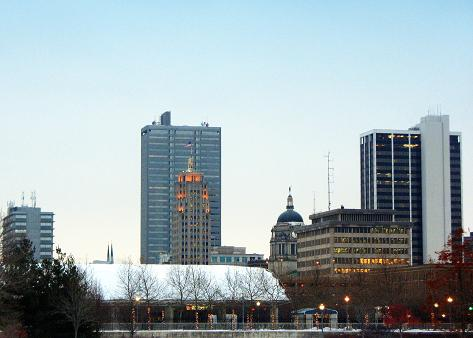
Форт-Уэйн

- Университет Индианы — Пердью в Форт-Уэйне[англ.]
- Университет Святого Франциска[англ.]
- Теологическая семинария Конкордия

## Спорт
- Хоккейная команда «Форт-Уэйн Кометс»

## Транспорт
- международный аэропорт Форт-Уэйн
- железнодорожный узел
- автомобильное сообщение

## Города-побратимы
- Гера (Германия) — с 1992
- Плоцк (Польша) — с 1990
- Такаока (Япония) — с 1976

## Известные уроженцы и жители
- Боб Чаппуис (англ. Bob Chappuis) (1923—2012), американский футболист, «звезда» американского футбола в 1946—1948, завоевал много спортивных наград, внесён в Спортивный зал славы штата Мичиган[англ.], многие годы занимался бизнесом в штате Индиана.
- Кёрдс, Луис (1919—1995) — американский лётчик, участник Второй мировой войны.